# Paul Revere
Paul Revere (IPA: /rɪˈvɪər/; Boston, 1º gennaio 1735 – Boston, 10 maggio 1818) è stato un incisore, patriota e argentiere statunitense, che interpretò e immortalò gli avvenimenti della guerra di indipendenza in una celebre incisione a stampa (esperto incisore di rame, realizzò molte caricature anti-britanniche).

## Biografia
Esponente - come molti altri personaggi della rivoluzione americana - della massoneria (fu Maestro venerabile della Loggia St. Andrew di Boston nel 1770, 1777-1779 e 1780-1782, fondatore e primo Maestro venerabile della Loggia Rising States nel 1773 e Gran Maestro della Gran Loggia del Massachusetts dal 1794 al 1797).

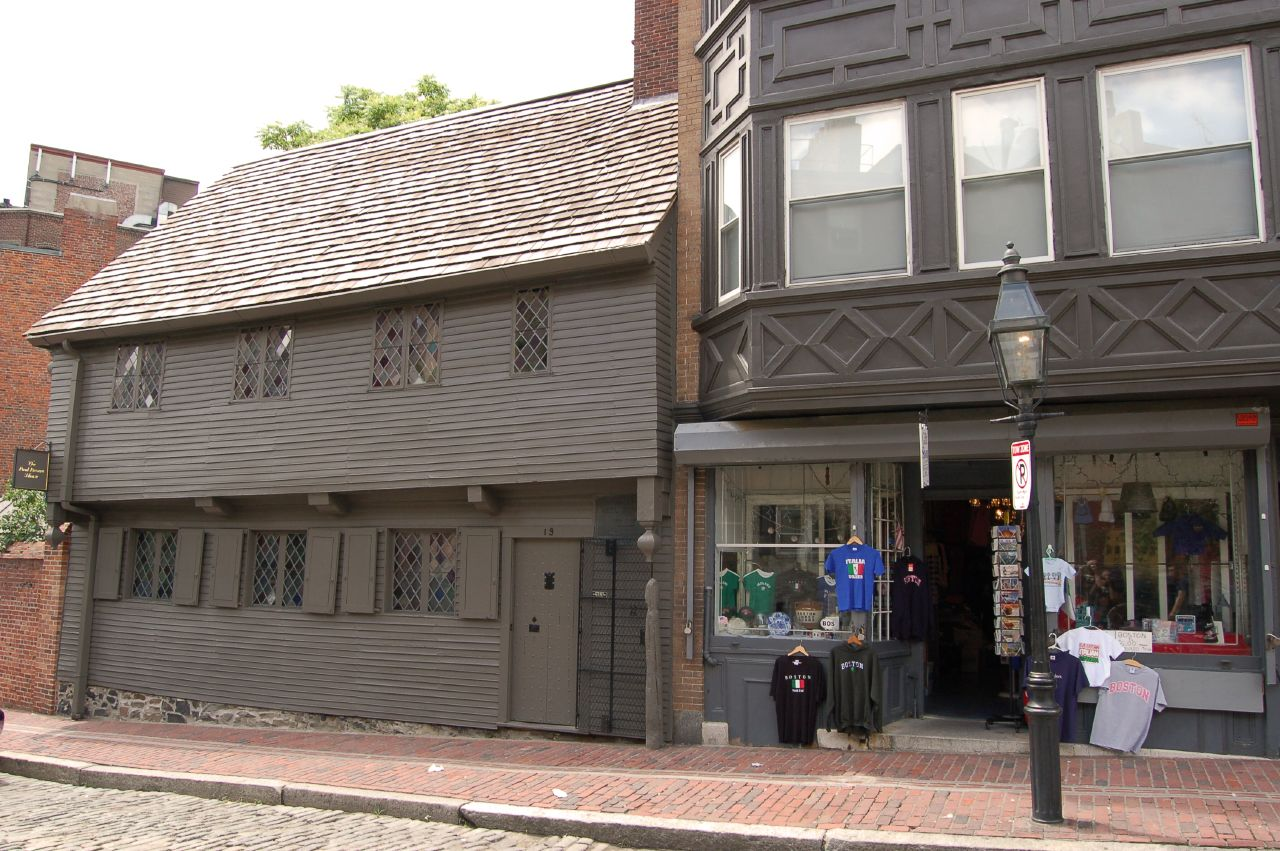
La casa di Paul Revere

Revere nacque il 1º gennaio 1735 a Boston. Suo padre Apollos Rivoire era un ugonotto francese giunto all'età di 13 anni a Boston, dove fu istruito dall'argentiere John Coney; al tempo del suo matrimonio con Deborah Hitchborn, proveniente da una famiglia benestante di Boston, Apollos Rivoire aveva già anglicizzato il suo nome in Paul Revere e l'omonimo
Paul Revere fu il terzo dei loro dodici figli. Paul non imparò mai il francese e a 13 anni lasciò la scuola per entrare nella bottega del padre come apprendista.
Nel 1754 il padre morì e Paul non era abbastanza grande da poter condurre la bottega di famiglia così nel 1756, per via delle sue condizioni economiche, si arruolò nella milizia e venne assegnato a Fort William Henry come sottufficiale, senza comunque restare a lungo nell'esercito.
Tornato a Boston prese il controllo della bottega del padre e aderì ai figli della libertà nonostante la mancata partecipazione all'assalto alla casa del governatore Hutchinson.
Realizzò varie incisioni anti-britanniche fra cui spicca quella del Massacro di Boston.
Il 16 dicembre 1773 partecipò al Boston Tea Party, dove i coloni gettarono il tè inglese in mare in segno di protesta per l'entrata in vigore del "Tea Act" che permetteva alla Compagnia delle Indie Orientali di vendere il tè a prezzi più bassi rispetto a quelli dei contrabbandieri nelle colonie.
Sposato con Sarah Orne, lavorò per quasi tutta la sua esistenza nella oreficeria del padre; molte sue stampe e incisioni in rame sono conservate tutt'oggi nei musei di Boston, Cleveland e New York. Un monumento equestre lo ricorda nella sua città natale, in corrispondenza del Freedom Trail, simbolico itinerario segnato da una linea rossa tracciato per ricordare il glorioso passato cittadino.
Una storica cavalcata notturna compiuta da Revere servì a vanificare il tentativo degli inglesi di assaltare i depositi di armi e munizioni dei coloni insorti: il 18 aprile 1775, assieme a un altro patriota, William Dawes, cavalcò fra le prime ore della sera fino alla mezzanotte inoltrata fra Charlestown e Lexington per avvertire i capi dei rivoltosi (Samuel Adams, Samuel Prescott e John Hancock) dell'imminente arrivo di soldati inglesi appena sbarcati a North Beach.

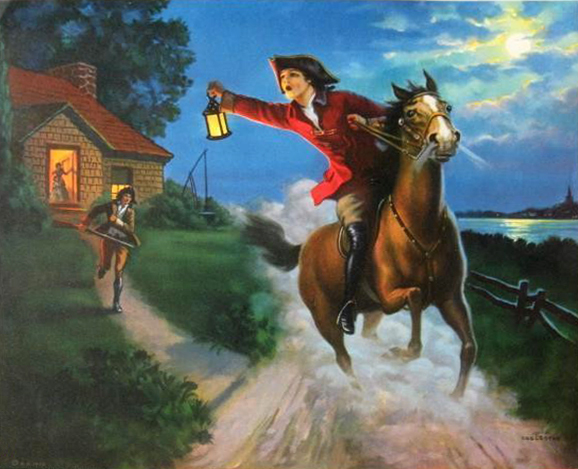
Cavalcata notturna di Paul Revere.

Revere riuscì a fatica nel suo intento; rischiò immediatamente di fallire quando, ancora prima di partire, si rese conto che i remi della scialuppa che sarebbe servita per la traversata della baia facevano troppo rumore e rischiava di essere individuato dalle truppe inglesi. Fu salvato da una giovane donna che passava di lì per caso, e che donò ai ribelli la propria sottana per fasciare i remi e attutirne il rumore. Dopo aver raggiunto Lexington, a notte ormai fonda si rimise in marcia per proseguire nella sua impresa, ma fu catturato sulla strada per Concord; fu però lasciato libero, ma privo tuttavia del suo fedele cavallo. Rientrato a Lexington, venne posto dai compagni definitivamente al sicuro a Burlington. Questo non gli impedì di tornare a recuperare dei documenti che aveva astutamente nascosto in un tronco d'albero al momento della cattura. Ad avvisare la cittadina di Concord fu invece Samuel Prescott.
Quando il giorno dopo le giubbe rosse guidate dal generale Thomas Gage risalirono i sentieri dell'interno l'effetto-sorpresa era svanito, così i patrioti poterono fronteggiarli a viso aperto. Non è dato sapere quale dei due fronti - il manipolo di rivoltosi composto da circa settanta coloni, da una parte, e le truppe inglesi dall'altra - abbia scatenato la battaglia di Lexington: di certo gli otto civili caduti nello scontro furono le prime vittime della guerra d'indipendenza americana. A Revere negli anni immediatamente successivi venne affidato il comando della guarnigione di Fort Williams destinata al controllo del porto di Boston.
Partecipò alla fallimentare spedizione a Majabigwaduce nell'estate del 1779 come comandante dell'artiglieria; durante le operazioni militari si comportò spesso da codardo, ignorò più volte gli ordini del comandante della spedizione, generale Solomon Lovell, e non seppe utilizzare la sua artiglieria per fornire un concreto appoggio alla fanteria dello Stato della Baia del Massachusetts, impegnata nell'assedio di Fort George.
Al suo ritorno a Boston fu sollevato da qualsiasi incarico militare e si ritirò a vita privata.

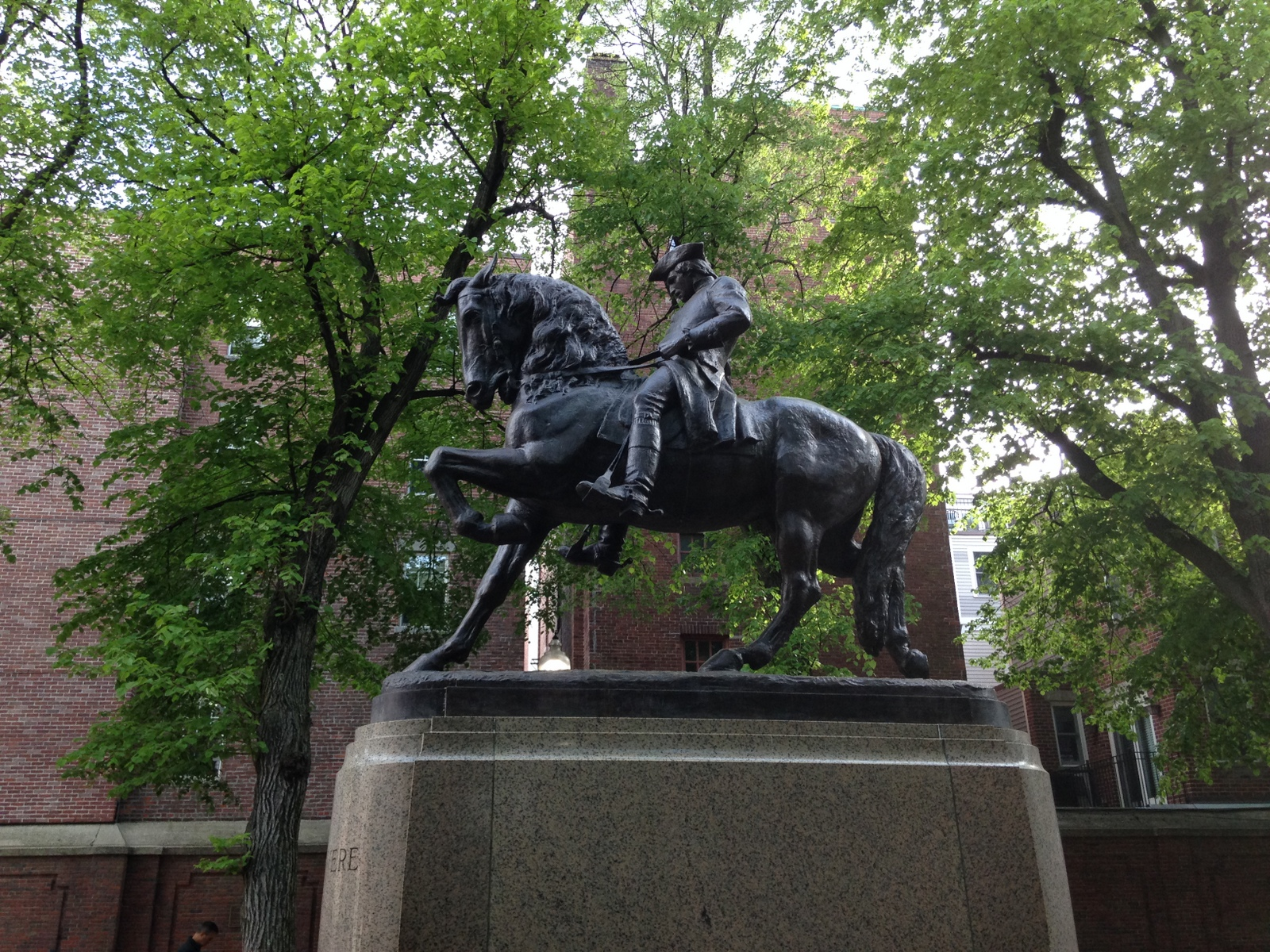
Monumento dedicato a Paul Revere a Boston.

Morì a Boston il 10 maggio 1818, venne sepolto al Granary Burying Ground.

## Nei media
Paul Revere viene citato nel film Lo straniero di Orson Welles, quando il  giudice Adam Longstreet mostra alcune sue opere in argento a Mr. Wilson.
Paul Revere è anche il nome di una canzone del gruppo musicale rap Beastie Boys, nel loro primo album di debutto Licensed to Ill.
A Paul Revere è intitolato, sia pure indirettamente, un gruppo musicale rock USA, Paul Revere & the Raiders.
Il suo personaggio appare nel videogame Assassin's Creed III prodotto dalla casa Ubisoft.
Revere appare in un episodio di "Vita da strega".
Revere appare anche nell'episodio de I Griffin intitolato Effetti collaterali, in cui la sua famosa cavalcata viene rappresentata come un atto di codardia per sfuggire allo scontro diretto con gli inglesi e passare alla gloria come eroe.
La statua di Revere a Boston appare nel terzo episodio della ventottesima stagione de I Simpson.
Il fantasma di Revere nella serie The New-Scooby-Doo Movies appare nell'episodio 16
Revere inoltre appare in un episodio di Futurama.
Revere fu citato in un intero episodio della seconda stagione di Tutto in Famiglia intitolato "La gita".
Paul Revere nello spot della Fiat USA avvisa i villaggi che stanno arrivando gli italiani anziché gli inglesi.
In Fallout 4 c'è una casa con una targa che ricorda Paul revere su una casa ormai semi distrutta dalle esplosioni atomiche.